# Franz Delheid
Franz Delheid (* 19. Oktober 1912 in Eilendorf; † 5. Januar 1986 in Würselen) war ein deutscher Kommunalpolitiker und ehrenamtlicher Landrat (CDU).

## Leben und Beruf
Nach dem Besuch der Volksschule und der Handelsschule absolvierte er eine kaufmännische Ausbildung und war ab 1937 in einer Eisengroßhandlung beschäftigt. Nach weiteren Tätigkeiten als Einkäufer und Handelsvertreter sowie dem Kriegsdienst war er bis zu seinem Tod selbständiger Kaufmann.
Er war verheiratet und hatte fünf Kinder.

## Abgeordneter
Dem Kreistag des Landkreises Aachen gehörte er vom 28. Oktober 1956 bis zur Gebietsreform am 31. Dezember 1971 an. Mitglied im Stadtrat der Stadt Aachen war Delheid von 1972 bis 1975 an.

## Öffentliche Ämter
Vom 19. März 1961 bis zum 26. September 1964 war er Landrat des ehemaligen Landkreises Aachen.
Er war in zahlreichen Gremien des Landkreistages Nordrhein-Westfalen tätig.

## Sonstiges
Am 5. Juli 1979 wurde ihm das Bundesverdienstkreuz am Bande verliehen. Außerdem war er seit dem 6. Februar 1973 Träger des päpstlichen Ordens Ritter des Silvesterordens.
In Aachen wurde die Franz-Delheid-Straße nach ihm benannt.